# Egidija
Egidija je žensko osebno ime.

## Izvor imena
Ime Egidija je ženska oblika moškega osebnega imena Egidij.

## Pogostost imena
Po podatkih Statističnega urada Republike Slovenije je bilo na dan 31. decembra 2007 v Sloveniji število ženskih oseb z imenom Egidija: 32.

## Osebni praznik
Osebe z imenom Egidija lahko godujejo takrat kot osebe z imenom Egidij.